# يونسي (مدينة)
نجف‌ أباد هي مدينة في مقاطعة بجستان، إيران. عدد سكان هذه القرية هو 3,349 في سنة 2006.